# しきね (掃海艇)
しきね（ローマ字：JDS Shikine, MSC-613、YAS-68）は、海上自衛隊の掃海艇。かさど型掃海艇の10番艇。艇名は式根島に由来する。

## 艦歴
「しきね」は、第1次防衛力整備計画に基づく昭和34年度計画掃海艇313号艇として、日本鋼管鶴見造船所で1960年1月12日に起工され、1960年7月22日に進水、1960年11月15日に就役し、佐世保地方隊に編入された。
1961年2月1日、佐世保地方隊隷下に第35掃海隊が新編され「ひらど」とともに編入。同年6月1日、第35掃海隊が第1掃海隊群に編入。
1972年12月21日、第35掃海隊が佐世保地方隊沖縄基地隊に編入。
1976年3月31日、特務船に種別変更され、船籍番号がYAS-68に変更。佐世保地方隊隷下の佐世保水中処分隊母艇となる。
1984年3月30日、除籍。